# Nastri d'argento 1989

Mario e Vittorio Cecchi Gori premiati per il complesso della loro produzione

La 44ª edizione dei Nastri d'argento si è svolta nel 1989 a Roma.

## Vincitori

### Regista del miglior film
- Ermanno Olmi - La leggenda del santo bevitore
- Giuseppe Tornatore - Nuovo Cinema Paradiso
- Francesco Nuti - Caruso Pascoski di padre polacco
- Roberto Benigni - Il piccolo diavolo
- Liliana Cavani - Francesco
- Francesco Maselli - Codice privato

### Migliore regista esordiente
- Francesca Archibugi - Mignon è partita
- Sergio Staino - Cavalli si nasce
- Francesco Calogero - La gentilezza del tocco
- Cristina Comencini - Zoo
- Fiorella Infascelli - La maschera
- Elvio Porta - Se lo scopre Gargiulo

### Miglior produttore
- Mario e Vittorio Cecchi Gori - per il complesso della produzione

### Migliore sceneggiatura
- Tullio Kezich ed Ermanno Olmi - La leggenda del santo bevitore

### Miglior soggetto originale
- Maurizio Nichetti - Ladri di saponette

### Migliore attrice protagonista
- Ornella Muti - Codice privato
- Piera Degli Esposti - L'appassionata
- Giuliana De Sio - Se lo scopre Gargiulo

### Migliore attore protagonista
- Gian Maria Volonté - L'opera al nero
- Giancarlo Giannini - 'o Re
- Roberto Benigni - Il piccolo diavolo

### Migliore attrice non protagonista
- Stefania Sandrelli - Mignon è partita
- Nicoletta Braschi - Il piccolo diavolo
- Delia Boccardo - Cavalli si nasce
- Valeria Golino - Rain Man - L'uomo della pioggia

### Migliore attore non protagonista
- Fabio Bussotti - Francesco
- Carlo Croccolo - 'o Re
- Ricky Tognazzi - Caruso Pascoski di padre polacco

### Migliore musica
- Eugenio Bennato e Carlo D'Angiò - Cavalli si nasce

### Migliore fotografia
- Luciano Tovoli - Splendor

### Migliore scenografia
- Danilo Donati - Francesco

### Migliori costumi
- Lucia Mirisola - 'o Re

### Migliori doppiatori
- Marzia Ubaldi - per la voce di Gena Rowlands in Un'altra donna
- Paolo Maria Scalondro - per la voce di Jeremy Irons in Inseparabili

### Regista del miglior film straniero
- Pedro Almodóvar - Donne sull'orlo di una crisi di nervi (Mujeres al borde de un ataque de nervios)
- Woody Allen - Un'altra donna (Another Woman)
- Barry Levinson - Rain Man - L'uomo della pioggia (Rain Man)
- Étienne Chatiliez - La vita è un lungo fiume tranquillo (La vie est un long fleuve tranquille)
- David Cronenberg - Inseparabili (Dead Ringers)
- Stephen Frears - Le relazioni pericolose (Dangerous Liaisons)

### Nastro d'argento europeo
- John Cleese - sceneggiatore, interprete e co-produttore di Un pesce di nome Wanda